# Algis Strelčiūnas
Algis Strelčiūnas (ur. 7 września 1960 w Wilnie) – litewski polityk, inżynier, urzędnik samorządowy, poseł na Sejm Republiki Litewskiej.

## Życiorys
Po odbyciu służby wojskowej w Armii Czerwonej w 1981 podjął studia w Wileńskim Instytucie Inżynierii Budownictwa, które ukończył w 1987 z tytułem zawodowym inżyniera mechanika. Do 1990 pracował w przedsiębiorstwie przewozowym i administracji gospodarczej. Później związany z administracją miejską Wilna, do 1992 był zastępcą burmistrza dzielnicy Poszyłajcie, następnie przez 19 lat do 2011 sprawował urząd burmistrza dzielnicy Leszczyniaki. W 2011 wszedł w skład rady miejskiej Wilna. W latach 2006–2012 przewodniczył organizacji samorządowców LSSA (Lietuvos savivaldybių seniūnų asociacija).
W 1995 wstąpił do Związku Ojczyzny. W wyborach parlamentarnych w 2012 z rekomendacji tego ugrupowania uzyskał mandat poselski w okręgu jednomandatowym w Leszczyniakach. W 2016 i 2020 z powodzeniem ubiegał się o poselską reelekcję.